# Sainte-Marie Aerodrome
Sainte-Marie Aerodrome är en flygplats i Madagaskar. Den ligger i den nordöstra delen av landet, 300 km nordost om huvudstaden Antananarivo. Sainte-Marie Aerodrome ligger 2 meter över havet. Den ligger på ön Îlot Madame.
Terrängen runt Sainte-Marie Aerodrome är platt.  Närmaste större samhälle är Ambodifotatra, 12,8 km norr om Sainte-Marie Aerodrome. 